# Miguel Ángel Solá
Miguel Ángel Solá (Buenos Aires, 14 de maig de 1950) és un actor argentí que ha fet més de 60 aparicions en cinema i televisió a l'Argentina des de 1973.

## Biografia
Nascut a Buenos Aires, Solá pertany a la dinastia d'actors Vehil, vuit generacions d'actors originaris de Catalunya. La seva mare era Paquita Vehil i la seva tia la llegendària Luisa Vehil. La seva germana Mónica també és actriu. Va començar a treballar a la televisió el 1973 i va debutar a la pantalla gran amb  Más allá del sol  el 1975.
Els seus inicis teatrals van ser el 1971 i el 1976 va assolir el protagonisme a l'obra de Peter Shaffer Equus amb Duilio Marzio.
Se'l recorda també per altres obres de teatre com The Elephant Man, Deathtrap i L'Aigle à deux têtes de Jean Cocteau.
Pels anys 80, s'havia convertit en un actor de cinema i va aparèixer en grans pel·lícules com Asesinato en el senado de la nación (1984), Sur (1987) i A dos aguas (1988). Va retratar al metge i epidemiòleg de la dècada de 1920, Salvador Mazza, en el biopic de 1995 Casas de fuego. Posteriorment, va protagonitzar La Fuga  (2001), El alquimista impaciente (2000), La puta i la ballena (2004) i Arizona Sur (2004).
Solá es va casar amb l'actriu espanyola Blanca Oteyza el 1996, i la parella va tenir dues filles. Es va traslladar a Espanya, on ha seguit una notable carrera en teatre, pel·lícules i televisió. Va patir un arac novembre del 2006 mentre es banyava a una platja de les Illes Canàries i va passar dos mesos recuperant-se de l'accident. Solá i Oteyza es van separar el 2011 i va tornar a l'Argentina, on va reaparèixer a la televisió i al teatre, i on va conèixer a Paula Cancio, una jove actriu espanyola amb la qual va tenir un fill el 2013.

## Filmografia selecta
- El año de la furia (2020, Rafa Russo)
- La malaltia del diumenge (2017, Ramón Salazar)
- El último traje (2017, Pablo Solarz)[4][5]
- Despido procedente (Dismissal) (2017, Lucas Figueroa)
- Eva no duerme (2016)
- Subte - Polska (2016, Alejandro Magnone)
- Pasaje de vida (2015, Diego Corsini)
- Asesinos inocentes (2015, Gonzalo Bendala)
- El corredor nocturno (2009, Gerardo Herrero)
- La vida en rojo (2007, Andrés Linares)
- Va de citas (2007, Rodrigo Sorogoyen)
- Háblame bajito (2005, Fernando Merinero)
- Arizona sur (2004)
- La puta y la ballena (2003)
- El alquimista impaciente (2002)
- Octavia (2002)
- Fausto 5.0 (2001)
- Sé quién eres (2001)
- La fuga (2001)
- El amor y el espanto (2000)
- Plenilunio (2000)
- Corazón iluminado (1998)
- Tango (1998)
- Bajo bandera (1997)
- Tape Nº 12 (1997)
- Casas de fuego (1995)
- Fotos del alma (1995)
- La nave de los locos (1995)
- Una sombra ya pronto serás (1994)
- Picado fino (1993)
- Blauäugig (1989)
- Ojos azules (1989)
- Bajo otro sol (1988)
- A dos aguas (1987)
- Sur (1987)
- Malayunta (1986)
- Prontuario de un argentino (1985)
- El exilio de Gardel (1985)
- Tacos altos (1985)
- Asesinato en el Senado de la Nación (1984)
- Los chicos de la guerra (1984)
- No habrá más penas ni olvido (1983)
- Los enemigos (1983)
- La Casa de las siete tumbas (1982)
- Momentos (1981)
- Los miedos (1980)
- Y mañana serán hombres (1979)
- Los médicos (1978)
- Crecer de golpe (1976)
- El grito de Celina (1975)
- Más allá del sol (1975)
- Proceso a la infamia (1974)
- La Mary (1974)